# آرثر إس. باروز
آرثر إس. باروز (بالإنجليزية: Arthur S. Barrows)‏ هو عسكري أمريكي، ولد في 22 أغسطس 1884 في لورانس في الولايات المتحدة، وتوفي في 20 سبتمبر 1963.